# Скородумки (Ярославская область)
Скородумки — деревня в Ярославском районе Ярославской области. Входит в состав Туношенского сельского поселения.

## География
Находится в восточной части Ярославской области на расстоянии приблизительно 22 км на юго-восток по прямой от станции Ярославль.

## История
В 1859 году здесь (деревня Ярославского уезда Ярославской губернии) было учтено 8 дворов, в 1898 — 11.

## Население
Численность населения: 39 человек (1859 год), 20 (русские 70 %) в 2002 году, 28 в 2010.